# Doktor Jeremias
Doktor Jeremias – powieść kryminalna z 2010 autorstwa Sebastiana Koperskiego i Wojciecha Stamma. Pierwsze wydanie opatrzono ilustracjami Artura Śledzianowskiego.

## Akcja i tło

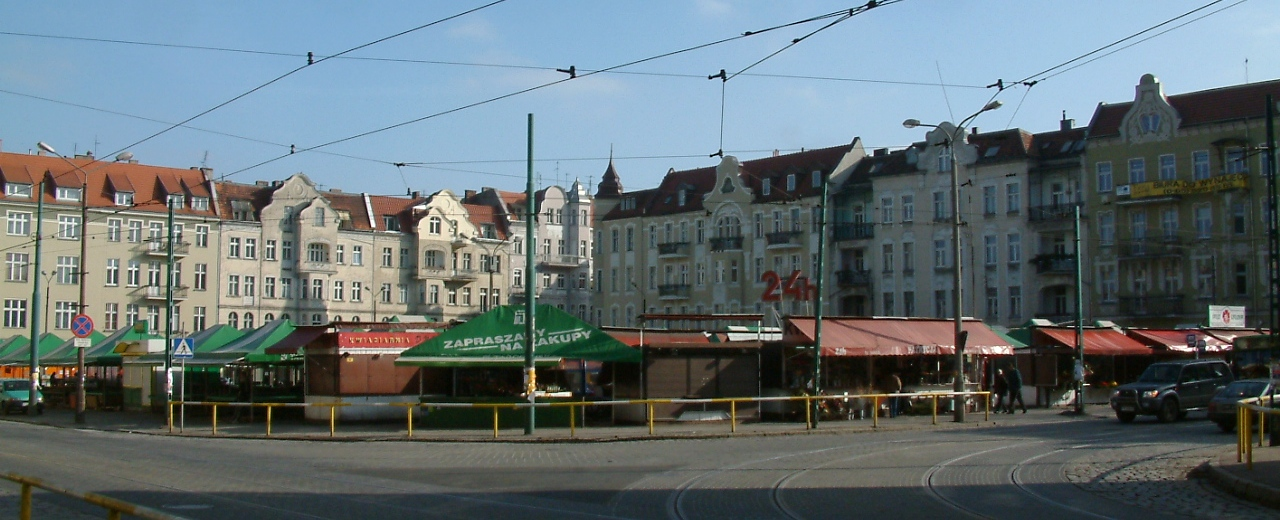
Rynek Jeżycki – w domu po lewej mieszkał Sigmund Jeremias

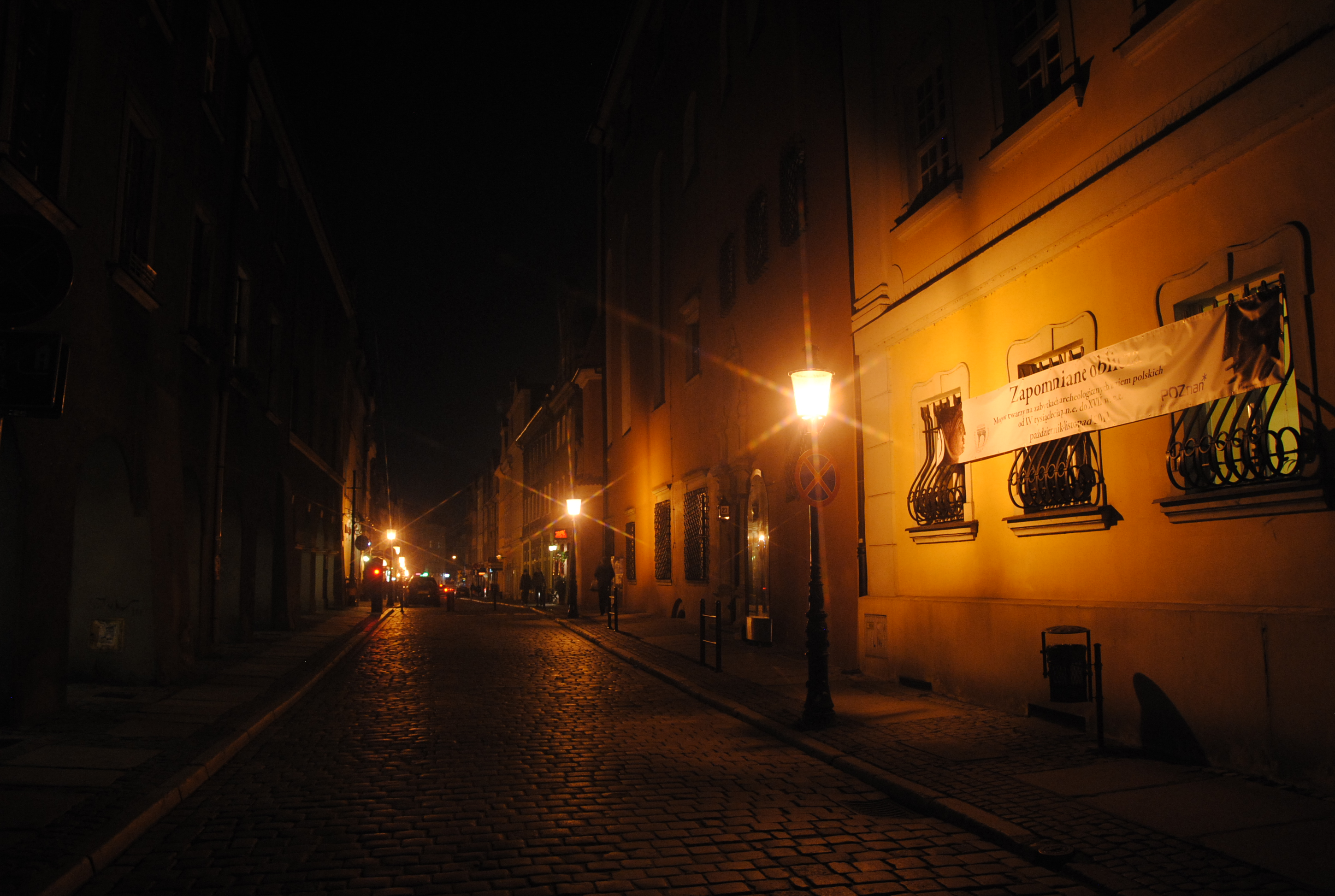
Ulica Wodna – tu znaleziono zwłoki Pokrywki

Akcja rozgrywa się w Poznaniu od listopada 1913 do lutego 1914. Przy ul. Wodnej (Wasserstrasse) znalezione zostają zwłoki 13-letniej dziewczynki, Janiny Pokrywki (krawcowej z Garbar), zgwałconej i chirurgicznie pozbawionej wątroby. Śledztwo w tej sprawie prowadzi komisarz Policji Kryminalnej (Kripo) – Heinrich Windelband, wspomagany nieformalnie przez lekarza sądowego Anzelma Schoena i psychiatrę Sigmunda Jeremiasa, zgermanizowanego poznańskiego Żyda. Pokrywka pochodziła z ubogiej nowotomyskiej rodziny i przyjechała do Poznania w poszukiwaniu pracy. O zbrodnię początkowo podejrzewany jest miejski polski półświatek. Z czasem jednak tropy prowadzą do wyższych sfer. Stopniowo odkrywana jest zakrojona na szeroką skalę afera pedofilska, w którą zamieszane są miejskie elity. Do grona podejrzanych trafiają m.in. ksiądz kanonik Adam Dobrzański, przemysłowiec Herszel Loewenstein (Żyd), hrabia Wacław Lesiński z Chyb i pułkownik von Bulow z poznańskiego garnizonu (Niemiec). Akcja toczy się przede wszystkim w Poznaniu (np. w siedzibie PTPN, szpitalu miejskim lub prezydium policji przy Placu Wilhelma), ale także w Berlinie, Czerwonaku, Jarocinie, Kościanie (w szpitalu psychiatrycznym) i na terenie Namibii, gdzie von Bulow dopuszczał się zbrodni i gwałtów na miejscowej ludności. Pieczołowicie odtworzona jest topografia dawnego Poznania z okresu powstawania Dzielnicy Cesarskiej i dynamicznego rozwoju przedmieść (w tym Jeżyc – Jeremias mieszkał na rogu ul. Dąbrowskiego, czyli Wielkiej Berlińskiej i Rynku Jeżyckiego). Odmalowano także tarcia narodowościowe pomiędzy Polakami i Niemcami (z perspektywy tych drugich).
Powieść traktuje w dużym stopniu o problematyce pedofilii, która w początkach XX wieku była jeszcze niezbyt rozeznana. Jeremias jest zwolennikiem nauk Zygmunta Freuda, do którego pisze nawet list, w którym streszcza sprawę Pokrywki. Książka zawiera wiele rozważań z pogranicza psychologii i filozofii, traktujących o związku ludzkich żądz erotycznych ze zbliżającą się wielką wojną, którą wywoła popęd śmierci.

## Recepcja krytyczna
Utwór Koperskiego i Stamma doczekał się szeregu omówień, zarówno w prasie lokalnej, jak i ogólnopolskiej. Nie negując formalnej przynależności Doktora Jeremiasa do nurtu kryminału retro, recenzenci podkreślali, że powieść wykracza poza ramy gatunkowe, przede wszystkim ze względu na rozbudowane tło społeczne opisywanych wydarzeń oraz wyeksponowanie wątków filozoficznych i psychologicznych.
Jak stwierdzał w „Newsweeku” Michał Nalewski: Koperski i Stamm akcję kryminału ulokowali w 1913 roku w Poznaniu pod zaborem pruskim i stworzyli stylową, epicką opowieść o zamierzchłej już epoce. Doktor Jeremias zaskakuje mentalnością bohaterów i skomplikowanymi motywami ich postępowania. („Newsweek”, nr 3/2011, 23.01.2011)
Katarzyna Kazimierowska z „Kultury Liberalnej” doceniła warstwę językową powieści oraz wskazała na jej powinowactwo z klasyką gatunku: Nie pomysł na fabułę (…) jest tu wabikiem, ale kunszt języka i niezwykła wiarygodność historyczna przedstawionych czasów. (…) Jednocześnie koncepcyjnie blisko „Doktorowi” do kryminałów Agathy Christie, gdzie równie ważne jak empiria i dowody zbrodni są przesłanki moralne, kierujące potencjalnymi podejrzanymi, a które nasi bohaterowie chętnie omawiają, przechodząc z dyskusji o faktach do dysputy filozoficznej. (…) Choć wątek kryminalny jest tu wiodący, nie brakuje też tła historycznego i politycznego, a także żydowskich wątków biograficznych naszych bohaterów. („Kultura Liberalna”, nr 109, 8.02.2011)
Z kolei Mariusz Cieślik na łamach „Rzeczpospolitej” zwracał uwagę na obecny w powieści aspekt wielokulturowości obszaru byłego zaboru pruskiego: [Książka] pokazuje nam Poznań i otaczający go region w ciekawy sposób, odsłaniając mocno już zapomniany splot polsko-niemieckich zależności niczym z serialu Najdłuższa wojna nowoczesnej Europy albo Limuzyny Daimler-Benz Filipa Bajona. Znajdziemy tu szkice do portretu wielkopolskiej szlachty, niemieckiego mieszczaństwa, zasymilowanych Żydów (…), ciekawy obraz wielokulturowego Poznania i skomplikowanych relacji łączących żyjące tam nacje („Rzeczpospolita” [dodatek „Plus Minus”], 22-23.01.2011)
Piotr Kofta uznał Doktora Jeremiasa za udaną pod względem literackim, a zarazem pesymistyczną opowieść o epoce, która w znacznej mierze ukształtowała czasy późniejsze, w tym także naszą współczesność: Na pograniczu języków i kultur autorzy inteligentnie rozgrywają coś w rodzaju Ziemi obiecanej  Reymonta à rebours – i opowiadają o prawdziwych narodzinach XX wieku, o końcu optymistycznego scjentyzmu, o nadejściu czasów zamętu i niepewności. A wszystko to robią z eleganckim humorem i wyczuciem stylu. („Dziennik–Gazeta Prawna”, 7.01.2011)
Recenzent tygodnika „Wprost” – Roman Kurkiewicz dostrzegł w powieści wymiar krytyki społeczno-kulturowej, wskazując zarazem, że mimo osadzenia fabuły w realiach historycznych, tekst zawiera wyraźne odniesienia do czasów obecnych: W powieści Koperskiego i Stamma pojawiają się akcenty polityczne, prawo tworzone przez elity i chroniące je, wykluczenie, przemoc, pedofilia, zepsucie kończącej się epoki, przeczucie wojny. Poznań zasłużył sobie na kryminografów, nawet jeśli opowieść o współczesności zostaje tu zaklęta w historyczną narrację. („Wprost”, nr 51/2010, 13.12.2010)